# マリアニスト・スピリチュアリティ
マリアニスト・スピリチュアリティ（英: Marianist spirituality）は、19世紀フランスに誕生したカトリック教会の修道会・マリア会を源流とする霊性（スピリチュアリティ）である。創立者ウィリアム・ジョゼフ・シャミナード神父（1761年 – 1850年）は、フランス革命後の教会再建をめざし「聖母マリアとともに現代世界を変革する」という目的のもと、共同体的生活と使徒的奉仕を結び付けた。マリアニスト・スピリチュアリティは、修道者・在俗会員・信徒の区別なく「同輩の弟子（discipleship of equals）」を掲げ、教育・社会正義・平和活動など多岐にわたる実践を特徴とする。

## 歴史的背景
- 1800年 – シャミナード神父がボルドーで信徒マリアニスト共同体（後の MLC）を結成。[2]
- 1816年 – アデライド・トリエン修道女と協力し、汚れなきマリア修道会（FMI）を創設。[3]
- 1817年 – マリア会（SM）設立。以後、教育事業を中心にヨーロッパ・北米・アジアへ拡大した。[4]

## 主要な特徴
マリアニスト文献では、以下の「5つの鍵的要素」が霊性の基盤とされる。
1. 信仰（Faith） – キリスト中心・聖霊による導きを強調
2. マリア（Mary） – 「マリアに倣う信頼」と「世の救いへの協働」
3. 同輩の弟子（Discipleship of Equals） – 聖職者・修道者・信徒が同じ使命を共有
4. 共同体（Community） – 家族的精神と互いの養成
5. 使命（Mission） – 教育・社会奉仕・環境保護などを通じた福音宣教

## 霊的実践
- アライアンス（同盟）の奉献 – 個人または共同体が聖母マリアに自らを委ね、キリストの使命に参与する。[6]
- ファミリースピリット（家族的精神） – 互いの尊重と歓待を中心としたコミュニティ形成。[7]
- 使徒的奉仕 – 学校運営、青年育成、社会正義運動、貧困層支援など多岐にわたる。

## 神学的基盤
マリアニスト・スピリチュアリティは、聖母の「協働的救いの役割」を重視しつつ、第二バチカン公会議後の教会論に基づき、洗礼による普遍的召命と信徒使徒職を統合する神学的枠組みを採用している。

## 社会的実践
マリアニストは世界30か国以上で大学・高校・小学校を運営し、環境保護や平和構築に関わる NGO とも提携している。近年はレイ・マリアニスト（在俗会員）が社会起業やデジタル福音化の分野で活動を拡大している。

## 現代への影響
日本では1883年に横浜で初のマリアニスト学校が開設され、茗溪学園中学校・高等学校や海星高等学校などがその系譜に当たる。またアメリカ合衆国ではデイトン大学やセントメリーズ大学がマリアニスト教育の拠点となっている。

## 評価と課題
20世紀半ば以降、修道会高齢化や会員数減少が課題となっている。一方で、レイ・マリアニストの台頭や共同体ネットワークのデジタル化が新たな活力源とみなされている。マリアへの奉献が「過度の崇敬」に傾く危険性については神学者から慎重な議論もある。